# سراب (طغامين)
سراب (بالفارسية: سراب) هي قرية تقع في إيران في قسم طغامین الريفي. يقدر عدد سكانها بـ 347 نسمة بحسب إحصاء 2016.